# Deelnemers UEFA-toernooien Turkije
Onderstaande tabellen bevatten de deelnemers aan de UEFA-toernooien uit  Turkije.

## Mannen
NB Klikken op de clubnaam geeft een link naar het Wikipedia-artikel over het betreffende toernooi in het betreffende seizoen.
| Seizoen | Europacup I                        | Europacup II                                                                    | Jaarbeursstedenbeker                    |                                       |
| ------- | ---------------------------------- | ------------------------------------------------------------------------------- | --------------------------------------- | ------------------------------------- |
| 1956/57 | Galatasaray                        |                                                                                 |                                         |                                       |
| 1957/58 |                                    |                                                                                 |                                         |                                       |
| 1958/59 | Beşiktaş                           |                                                                                 |                                         |                                       |
| 1959/60 | Fenerbahçe                         |                                                                                 |                                         |                                       |
| 1960/61 | Beşiktaş                           |                                                                                 |                                         |                                       |
| 1961/62 | Fenerbahçe                         |                                                                                 |                                         |                                       |
| 1962/63 | Galatasaray                        |                                                                                 | Altay Izmir                             |                                       |
| 1963/64 | Galatasaray                        | Fenerbahçe                                                                      |                                         |                                       |
| 1964/65 | Fenerbahçe                         | Galatasaray                                                                     | Göztepe                                 |                                       |
| 1965/66 | Fenerbahçe                         | Galatasaray                                                                     | Göztepe                                 |                                       |
| 1966/67 | Beşiktaş                           | Galatasaray                                                                     | Göztepe                                 |                                       |
| 1967/68 | Beşiktaş                           | Altay Izmir                                                                     | Göztepe                                 |                                       |
| 1968/69 | Fenerbahçe                         | Altay Izmir                                                                     | Göztepe                                 |                                       |
| 1969/70 | Galatasaray                        | Göztepe                                                                         | Altay Izmir                             |                                       |
| 1970/71 | Fenerbahçe                         | Göztepe                                                                         | Eskisehirspor                           |                                       |
| Seizoen | Europacup I                        | Europacup II                                                                    | UEFA Cup                                |                                       |
| 1971/72 | Galatasaray                        | Eskisehirspor                                                                   | Fenerbahçe SK                           |                                       |
| 1972/73 | Galatasaray                        | Ankaragücü                                                                      | Eskisehirspor Fenerbahçe SK             |                                       |
| 1973/74 | Galatasaray                        | Ankaragücü                                                                      | Eskisehirspor Fenerbahçe SK             |                                       |
| 1974/75 | Fenerbahçe                         | Bursaspor                                                                       | Beşiktaş JK Boluspor                    |                                       |
| 1975/76 | Fenerbahçe                         | Beşiktaş                                                                        | Eskisehirspor Galatasaray SK            |                                       |
| 1976/77 | Trabzonspor                        | Galatasaray                                                                     | Adanaspor Fenerbahçe SK                 |                                       |
| 1977/78 | Trabzonspor                        | Beşiktaş                                                                        | Altay Izmir Fenerbahçe SK               |                                       |
| 1978/79 | Fenerbahçe                         |                                                                                 | Adanaspor Galatasaray SK                |                                       |
| 1979/80 | Trabzonspor                        | Fenerbahçe                                                                      | Galatasaray SK Orduspor                 |                                       |
| 1980/81 | Trabzonspor                        | Altay                                                                           | Fenerbahçe SK                           |                                       |
| 1981/82 | Trabzonspor                        | Ankaragücü                                                                      | Adanaspor                               |                                       |
| 1982/83 | Beşiktaş                           | Galatasaray                                                                     | Trabzonspor                             |                                       |
| 1983/84 | Fenerbahçe                         | Mersin İdman Yurdu                                                              | Trabzonspor                             |                                       |
| 1984/85 | Trabzonspor                        | Beşiktaş                                                                        | Fenerbahçe SK                           |                                       |
| 1985/86 | Fenerbahçe                         | Galatasaray                                                                     | Beşiktaş JK                             |                                       |
| 1986/87 | Beşiktaş                           | Bursaspor                                                                       | Galatasaray SK                          |                                       |
| 1987/88 | Galatasaray                        | Gençlerbirliği                                                                  | Beşiktaş JK                             |                                       |
| 1988/89 | Galatasaray                        | Sakaryaspor                                                                     | Beşiktaş JK                             |                                       |
| 1989/90 | Fenerbahçe                         | Beşiktaş                                                                        | Galatasaray SK                          |                                       |
| 1990/91 | Beşiktaş                           | Trabzonspor                                                                     | Fenerbahçe SK                           |                                       |
| 1991/92 | Beşiktaş                           | Galatasaray                                                                     | Trabzonspor                             |                                       |
| Seizoen | Champions League                   | Europacup II                                                                    | UEFA Cup                                | Intertoto Cup                         |
| 1992/93 | Beşiktaş                           | Trabzonspor                                                                     | Fenerbahçe Galatasaray                  |                                       |
| 1993/94 | Galatasaray                        | Beşiktaş                                                                        | Kocaelispor Trabzonspor                 |                                       |
| 1994/95 | Galatasaray                        | Beşiktaş                                                                        | Fenerbahçe Trabzonspor                  |                                       |
| 1995/96 | Beşiktaş                           | Trabzonspor                                                                     | Fenerbahçe Galatasaray                  | Bursaspor Gençlerbirliği              |
| 1996/97 | Fenerbahçe                         | Galatasaray                                                                     | Beşiktaş JK Trabzonspor                 | Antalyaspor Gaziantepspor Kocaelispor |
| 1997/98 | Beşiktaş Galatasaray               | Kocaelispor                                                                     | Trabzonspor Fenerbahçe                  | Antalyaspor Istanbulspor Samsunspor   |
| 1998/99 | Galatasaray                        | Beşiktaş                                                                        | Fenerbahçe Istanbulspor Trabzonspor     | Altay Samsunspor                      |
| Seizoen | Champions League                   | UEFA Cup                                                                        | Intertoto Cup                           |                                       |
| 1999/00 | Beşiktaş JK Galatasaray SK ->      | Ankaragücü Fenerbahçe SK Galatasaray SK                                         | Kocaelispor Trabzonspor                 |                                       |
| 2000/01 | Beşiktaş JK Galatasaray SK         | Antalyaspor Gaziantepspor                                                       | Kocaelispor                             |                                       |
| 2001/02 | Fenerbahçe SK Galatasaray SK       | Gaziantepspor Gençlerbirliği                                                    | Denizlispor Çaykur Rizespor             |                                       |
| 2002/03 | Fenerbahçe SK -> Galatasaray SK    | Fenerbahçe SK Ankaragücü Beşiktaş JK Denizlispor Kocaelispor                    |                                         |                                       |
| 2003/04 | Beşiktaş JK -> Galatasaray SK ->   | Beşiktaş JK Galatasaray SK Gaziantepspor Gençlerbirliği Malatyaspor Trabzonspor |                                         |                                       |
| 2004/05 | Fenerbahçe SK -> Trabzonspor ->    | Fenerbahçe SK Trabzonspor Beşiktaş JK Gençlerbirliği                            |                                         |                                       |
| 2005/06 | Fenerbahçe SK Trabzonspor          | Beşiktaş JK Galatasaray SK                                                      | Ankaraspor                              |                                       |
| 2006/07 | Fenerbahçe SK -> Galatasaray SK    | Fenerbahçe SK Beşiktaş JK Trabzonspor Kayserispor                               | <- Kayserispor                          |                                       |
| 2007/08 | Beşiktaş JK Fenerbahçe SK          | Galatasaray SK Kayseri Erciyesspor                                              | Trabzonspor                             |                                       |
| 2008/09 | Fenerbahçe SK Galatasaray SK ->    | Galatasaray SK Beşiktaş JK Kayserispor                                          | Sivasspor                               |                                       |
| Seizoen | Champions League                   | Europa League                                                                   |                                         |                                       |
| 2009/10 | Beşiktaş JK Sivasspor ->           | Sivasspor Fenerbahçe SK Galatasaray SK Trabzonspor                              |                                         |                                       |
| 2010/11 | Bursaspor Fenerbahçe ->            | Fenerbahçe Beşiktaş JK Galatasaray SK Trabzonspor                               |                                         |                                       |
| 2011/12 | Trabzonspor ->                     | Trabzonspor Beşiktaş JK Bursaspor Gaziantepspor                                 |                                         |                                       |
| 2012/13 | Fenerbahçe SK -> Galatasaray SK    | Fenerbahçe SK Bursaspor Eskişehirspor Trabzonspor                               |                                         |                                       |
| 2013/14 | Fenerbahçe SK -> Galatasaray SK    | Fenerbahçe SK Beşiktaş JK Bursaspor Trabzonspor                                 |                                         |                                       |
| 2014/15 | Beşiktaş JK -> Galatasaray SK      | Beşiktaş JK Bursaspor Kardemir Karabükspor Trabzonspor                          |                                         |                                       |
| 2015/16 | Fenerbahçe SK -> Galatasaray SK -> | Fenerbahçe SK Galatasaray SK Beşiktaş JK Istanbul Başakşehir Trabzonspor        |                                         |                                       |
| 2016/17 | Beşiktaş JK -> Fenerbahçe SK ->    | Beşiktaş JK Fenerbahçe SK Istanbul Başakşehir Konyaspor Osmanlıspor             |                                         |                                       |
| 2017/18 | Beşiktaş JK Istanbul Başakşehir -> | Istanbul Başakşehir Fenerbahçe SK Galatasaray SK Konyaspor                      |                                         |                                       |
| 2018/19 | Fenerbahçe > Galatasaray >         | FenerbahçeGalatasaray Akhisar Belediyespor Beşiktaş Istanbul Başakşehir         |                                         |                                       |
| 2019/20 | Galatasaray Istanbul Başakşehir >  | Istanbul Başakşehir Beşiktaş Evkur Yeni Malatyaspor Trabzonspor                 |                                         |                                       |
| 2020/21 | Beşiktaş > Istanbul Başakşehir     | Beşiktaş Alanyaspor Galatasaray Sivasspor                                       |                                         |                                       |
| Seizoen | Champions League                   | Europa League                                                                   | Europa Conference League                |                                       |
| 2021/22 | Beşiktaş Galatasaray               | Fenerbahçe                                                                      | Sivasspor Trabzonspor                   |                                       |
| 2022/23 | Trabzonspor > Fenerbahçe >         | TrabzonsporFenerbahçe                                                           | TrabzonsporSivassporIstanbul Başakşehir |                                       |

### Deelnames
Aantal seizoenen
| 48x Galatasaray 45x Fenerbahçe 44x Beşiktaş JK 32x Trabzonspor 08x Bursaspor 07x Altay Izmir 07x Göztepe 06x Eskişehirspor 06x Istanbul Başakşehir 06x Kocaelispor 05x Ankaragücü 05x Gaziantepspor 05x Gençlerbirliği 04x Sivasspor 03x Adanaspor 03x Antalyaspor | 02x Denizlispor 02x Istanbulspor 02x Kayserispor 02x Konyaspor 02x Osmanlıspor (inclusief Ankaraspor, 1x) 02x Samsunspor 01x Akhisar Belediyespor 01x Alanyaspor 01x Boluspor 01x Çaykur Rizespor 01x Evkur Yeni Malatyaspor 01x Kardemir Karabükspor 01x Kayseri Erciyesspor 01x Malatyaspor 01x Mersin İdman Yurdu 01x Orduspor 01x Sakaryaspor |

## Vrouwen
NB Klikken op de clubnaam geeft een link naar het Wikipedia-artikel over het betreffende toernooi in het betreffende seizoen.
| Seizoen          | Women's Cup           |
| ---------------- | --------------------- |
| 2001/02- 2008/09 | geen deelname         |
| Seizoen          | Champions League      |
| 2009/10          | Trabzonspor           |
| 2010/11          | Gazi Üniversitesispor |
| 2011/12          | Ataşehir Belediyesi   |
| 2012/13          | Ataşehir Belediyesi   |
| 2013/14          | Konak Belediyespor    |
| 2014/15          | Konak Belediyespor    |
| 2015/16          | Konak Belediyespor    |
| 2016/17          | Konak Belediyespor    |
| 2017/18          | Konak Belediyespor    |
| 2018/19          | Ataşehir Belediyesi   |
| 2019/20          | Beşiktaş              |
| 2020/21          | ALG Spor              |
| 2021/22          | Beşiktaş JK           |

### Deelnames
05x Konak Belediyespor
03x Ataşehir Belediyespor
02x Beşiktaş JK
01x ALG Spor
01x Gazi Üniversitesispor
01x Trabzonspor
Albanië ·
Andorra ·
Armenië ·
Azerbeidzjan ·
België ·
Bosnië en Herzegovina ·
Bulgarije ·
Cyprus ·
Denemarken ·
Duitsland ·
Engeland ·
Estland ·
Faeröer ·
Finland ·
Frankrijk ·
Georgië ·
Gibraltar ·
Griekenland ·
Hongarije ·
Ierland ·
IJsland ·
Israël ·
Italië ·
Kazachstan ·
Kroatië ·
Kosovo ·
Letland ·
Liechtenstein ·
Litouwen ·
Luxemburg ·
Malta ·
Moldavië ·
Montenegro ·
Nederland ·
Noord-Ierland ·
Noord-Macedonië ·
Noorwegen ·
Oekraïne ·
Oostenrijk ·
Polen ·
Portugal ·
Roemenië ·
Rusland ·
San Marino ·
Schotland ·
Servië ·
Slovenië ·
Slowakije ·
Spanje ·
Tsjechië ·
Turkije ·
Wales ·
Wit-Rusland ·
Zweden ·
Zwitserland

Historie:
DDR ·
Joegoslavië ·
Saarland ·
Sovjet-Unie ·
Tsjecho-Slowakije